# إبراهيم العقيلي
إبراهيم جابر العقيلي (مواليد 4 فبراير 1996) هو لاعب كرة قدم سعودي يلعب حاليًا في نادي التقدم. لعب سابقاً في الفئات السنية في نادي الرائد.